# Svenska Hockeyligan All star-lag
Svenska Hockeyligans All star-lag är en "sexa" bestående av Sveriges främsta ishockeyspelare, bedömda utifrån insatser i SHL, ryska eller europeiska nationella serier och i Sveriges herrlandskamper, Euro Hockey Tour-turneringar samt världsmästerskapsturneringen. All star-laget röstas fram av Ishockeyjournalisternas Kamratförening. 
Säsongen 1958/1959 var första gången omröstningen genomfördes. Säsongerna 1982/1983-2001/2002 kunde även svenskar som spelade professionellt utanför Sveriges gränser tas med.

## Lag

### 1958/1959

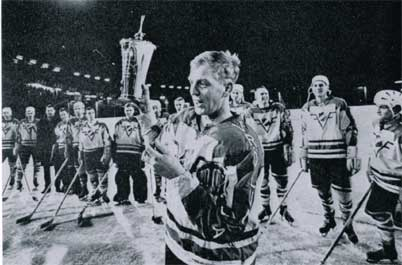
Lars-Eric Lundvall i Västra Frölunda IF säsongen 1964/1965

- Målvakt: Yngve Johansson, Djurgårdens IF
- Högerback: Roland Stoltz, Djurgårdens IF
- Vänsterback: Lasse Björn, Djurgårdens IF
- Högerforward: Ronald Pettersson, Södertälje SK
- Center: Nils Nilsson, Forshaga IF
- Vänsterforward: Lars-Eric Lundvall, Södertälje SK

### 1959/1960
- Målvakt: Kjell Svensson, Tabergs SK
- Högerback: Roland Stoltz, Djurgårdens IF
- Vänsterback: Lasse Björn, Djurgårdens IF
- Högerforward: Ronald Pettersson, Södertälje SK
- Center: Nils Nilsson, Forshaga IF
- Vänsterforward: Lars-Eric Lundvall, Södertälje SK

### 1960/1961
- Målvakt: Kjell Svensson, AIK
- Högerback: Gert Blomé, Gävle GIK

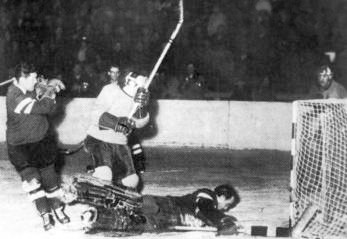
Sven Tumba gör mål i matchen mellan Sverige och Tyskland i OS 1952 i Norge

- Vänsterback: Bert-Ola Nordlander, Wifsta/Östrands IF
- Högerforward: Per-Olof Härdin, Strömsbro IF
- Center: Sven Tumba, Djurgårdens IF
- Vänsterforward: Ulf Sterner, Forshaga IF

### 1961/1962
- Målvakt: Lennart Häggroth, Skellefteå AIK
- Högerback: Gert Blomé, Västra Frölunda IF
- Vänsterback: Bert-Ola Nordlander, Wifsta/Östrands IF
- Högerforward: Ronald Pettersson, Västra Frölunda IF
- Center: Nils Nilsson, Forshaga IF
- Vänsterforward: Ulf Sterner, Västra Frölunda HC

### 1962/1963
- Målvakt: Kjell Svensson, Södertälje SK
- Högerback: Roland Stoltz, Djurgårdens IF
- Vänsterback: Bert-Ola Nordlander, Wifsta/Östrands IF
- Högerforward: Hans Mild, Djurgårdens IF
- Center: Ulf Sterner, Västra Frölunda IF
- Vänsterforward: Carl-Göran Öberg, Djurgårdens IF

### 1963/1964

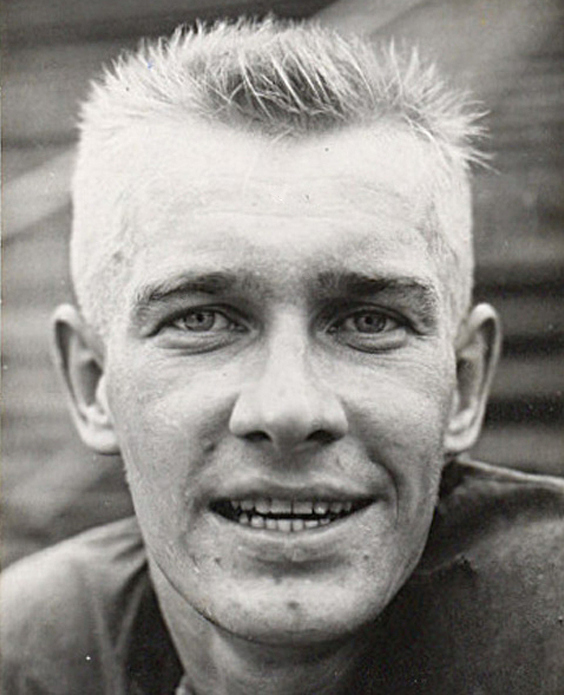
Uno Öhrlund invald både som höger- och vänsterforward 1964

- Målvakt: Kjell Svensson, Södertälje SK
- Högerback: Roland Stoltz, Djurgårdens IF
- Vänsterback: Nils "Nicke" Johansson, Alfredshems IK
- Högerforward: Uno Öhrlund, Västerås IK
- Center: Sven Tumba, Djurgårdens IF
- Vänsterforward: Uno Öhrlund, Västerås IK

### 1964/1965
- Målvakt: Leif Holmqvist, AIK
- Högerback: Gert Blomé, Västra Frölunda IF
- Vänsterback: Lennart Svedberg, Brynäs IF
- Högerforward: Ronald Pettersson, Västra Frölunda IF
- Center: Nils Nilsson, Leksands IF
- Vänsterforward: Tord Lundström, Brynäs IF

### 1965/1966
- Målvakt: Leif Holmqvist, AIK
- Högerback: Roland Stoltz, Djurgårdens IF
- Vänsterback: Lennart Svedberg, Mora IK
- Högerforward: Ronald Pettersson, Västra Frölunda IF
- Center: Ulf Sterner, Rögle BK
- Vänsterforward: Lars-Göran Nilsson, Brynäs IF

### 1966/1967
- Målvakt: Leif Holmqvist, AIK
- Högerback: Gert Blomé, Västra Frölunda IF
- Vänsterback: Lennart Svedberg, Brynäs IF
- Högerforward: Ronald Pettersson, Västra Frölunda IF
- Center: Nils Nilsson, Leksands IF
- Vänsterforward: Tord Lundström, Brynäs IF

### 1967/1968
- Målvakt: Leif Holmqvist, AIK

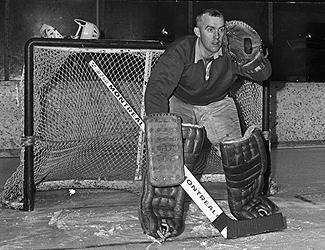
Leif Honken Holmqvist 1968

- Högerback: Bert-Ola Nordlander, AIK
- Vänsterback: Lennart Svedberg, Mora IK
- Högerforward: Lars-Göran Nilsson, Brynäs IF, Stig-Göran Johansson, Södertälje SK
- Center: Håkan Wickberg, Brynäs IF
- Vänsterforward: Tord Lundström, Brynäs IF

### 1968/1969
- Målvakt: Leif Holmqvist, AIK
- Högerback: Bert-Ola Nordlander, AIK
- Vänsterback: Lennart Svedberg, Mora IK
- Högerforward: Stig-Göran Johansson, Södertälje SK
- Center: Ulf Sterner, Västra Frölunda IF
- Vänsterforward: Lars-Göran Nilsson, Brynäs IF

### 1969/1970
- Målvakt: Leif Holmqvist, AIK
- Högerback: Lars-Erik Sjöberg, Västra Frölunda IF
- Vänsterback: Lennart Svedberg, Timrå IK
- Högerforward: Stig-Göran Johansson, Södertälje SK, Stefan "Lill-Prosten" Karlsson, Brynäs IF
- Center: Håkan Wickberg, Brynäs IF
- Vänsterforward: Tord Lundström, Brynäs IF

### 1970/1971
- Målvakt: Leif Holmqvist, AIK
- Högerback: Bert-Ola Nordlander, AIK
- Vänsterback: Lennart Svedberg, Timrå IK
- Högerforward: Hans Lindberg, Brynäs IF
- Center: Håkan Wickberg, Brynäs IF
- Vänsterforward: Tord Lundström, Brynäs IF

### 1971/1972
- Målvakt: Christer Abrahamsson, Leksands IF
- Högerback: Thommie Bergman, Västra Frölunda IF
- Vänsterback: Lars-Erik Sjöberg, Västra Frölunda IF
- Högerforward: Inge Hammarström, Brynäs IF
- Center: Håkan Wickberg, Brynäs IF
- Vänsterforward: Tord Lundström, Brynäs IF

### 1972/1973
- Målvakt: Christer Abrahamsson, Leksands IF
- Högerback: Börje Salming, Brynäs IF
- Vänsterback: Thommy Abrahamsson, Leksands IF
- Högerforward: Dan Söderström, Leksands IF, Inge Hammarström, Brynäs IF
- Center: Mats Åhlberg, Leksands IF
- Vänsterforward: Tord Lundström, Brynäs IF

### 1973/1974
- Målvakt: Curt Larsson, Södertälje SK
- Högerback: Thommy Abrahamsson, Leksands IF
- Vänsterback: Lars-Erik Sjöberg, Västra Frölunda IF
- Högerforward: Dan Labraaten, Leksands IF, Dan Söderström, Leksands IF, Anders Hedberg, Djurgårdens IF
- Center: Mats Åhlberg, Leksands IF
- Vänsterforward: Anders Hedberg, Djurgårdens IF

### 1974/1975
- Målvakt: William Löfqvist, Brynäs IF
- Högerback: Björn "Böna" Johansson, Södertälje SK
- Vänsterback: Ulf Weinstock, Leksands IF
- Högerforward: Dan Söderström, Leksands IF
- Center: Mats Åhlberg, Leksands IF
- Vänsterforward: Tord Lundström, Brynäs IF

### 1975/1976
- Målvakt: Göran Högosta, Leksands IF
- Högerback: Björn "Böna" Johansson, Södertälje SK
- Vänsterback: Stig Salming, Brynäs IF
- Högerforward: Dan Labraaten, Leksands IF
- Center: Roland Eriksson, Leksands IF
- Vänsterforward: Tord Lundström, Brynäs IF

### 1976/1977
- Målvakt: Göran Högosta, Leksands IF
- Högerback: Lars Lindgren, MoDo AIK
- Vänsterback: Stig Salming, Brynäs IF
- Högerforward: Mats Åhlberg, Leksands IF
- Center: Per-Olov Brasar, Leksands IF
- Vänsterforward: Kent-Erik Andersson, Färjestads BK

### 1977/1978
- Målvakt: Göran Högosta, Leksands IF
- Högerback: Lars Lindgren, MoDo AIK
- Vänsterback: Stig Salming, Brynäs IF
- Högerforward: Martin Karlsson, Skellefteå AIK
- Center: Rolf "Råttan" Edberg, AIK
- Vänsterforward: Bengt Lundholm, AIK

### 1978/1979
- Målvakt: Pelle Lindbergh, Hammarby IF
- Högerback: Mats Waltin, Djurgårdens IF
- Vänsterback: Tomas Jonsson, MoDo AIK
- Högerforward: Anders Kallur, Djurgårdens IF
- Center: Leif Holmgren, AIK
- Vänsterforward: Mats Näslund, Brynäs IF

### 1979/1980
- Målvakt: Pelle Lindbergh, AIK
- Högerback: Tomas Jonsson, MoDo AIK
- Vänsterback: Thomas Eriksson, Djurgårdens IF
- Högerforward: Dan Söderström, Leksands IF
- Center: Lars Molin, MoDo AIK
- Vänsterforward: Mats Näslund, Brynäs IF

### 1980/1981
- Målvakt: Peter Lindmark, Timrå IK
- Högerback: Stig Östling, Brynäs IF
- Vänsterback: Peter Helander, Skellefteå AIK
- Högerforward: Mats Näslund, Brynäs IF
- Center: Tomas Steen, Färjestads BK
- Vänsterforward: Anders Håkansson, AIK

### 1981/1982
- Målvakt: Göte Wälitalo, IF Björklöven
- Högerback: Peter Andersson, IF Björklöven
- Vänsterback: Peter Helander, Skellefteå AIK
- Högerforward: Mats Näslund, Brynäs IF
- Center: Patrik Sundström, IF Björklöven
- Vänsterforward: Ulf Isaksson, AIK

### 1982/1983
- Målvakt: Pelle Lindbergh, Philadelphia Flyers
- Högerback: Peter Andersson, IF Björklöven
- Vänsterback: Thomas Eriksson, Djurgårdens IF
- Högerforward: Håkan Loob, Färjestads BK
- Center: Bengt-Åke Gustafsson, Washington Capitals
- Vänsterforward: Mats Näslund, Montreal Canadiens

### 1983/1984
- Målvakt: Rolf Ridderwall, Djurgårdens IF
- Högerback: Michael Thelvén, Djurgårdens IF
- Vänsterback: Anders Eldebrink, Södertälje SK
- Högerforward: Jens Öhling, Djurgårdens IF
- Center: Per-Erik Eklund, AIK
- Vänsterforward: Peter Gradin, AIK

### 1984/1985
- Målvakt: Peter Lindmark, Färjestads BK
- Högerback: Michael Thelvén, Djurgårdens IF
- Vänsterback:: Anders Eldebrink, Södertälje SK
- Högerforward: Håkan Loob, Calgary Flames
- Center: Tomas Steen, Winnipeg Jets
- Vänsterforward: Kent Nilsson, Calgary Flames

### 1985/1986
- Målvakt: Peter Lindmark, Färjestads BK
- Högerback: Fredrik Olausson, Färjestads BK
- Vänsterback: Tommy Samuelsson, Färjestads BK
- Högerforward: Tomas Steen, Winnipeg Jets
- Center: Anders "Masken" Carlsson, Södertälje SK
- Vänsterforward: Håkan Södergren, Djurgårdens IF

### 1986/1987
- Målvakt: Peter Lindmark, Färjestads BK
- Högerback: Anders Eldebrink, Södertälje SK
- Vänsterback: Tommy Albelin, Djurgårdens IF
- Högerforward: Tomas Sandström, New York Rangers
- Center: Bengt-Åke Gustafsson, Washington Capitals
- Vänsterforward: Håkan Södergren, Djurgårdens IF

### 1987/1988
- Målvakt: Peter Lindmark, Färjestads BK
- Högerback: Tommy Samuelsson, Färjestads BK
- Vänsterback: Anders Eldebrink, Södertälje SK
- Högerforward: Bo Berglund, AIK
- Center: Thomas Rundqvist, Färjestads BK
- Vänsterforward: Håkan Södergren, Djurgårdens IF

### 1988/1989

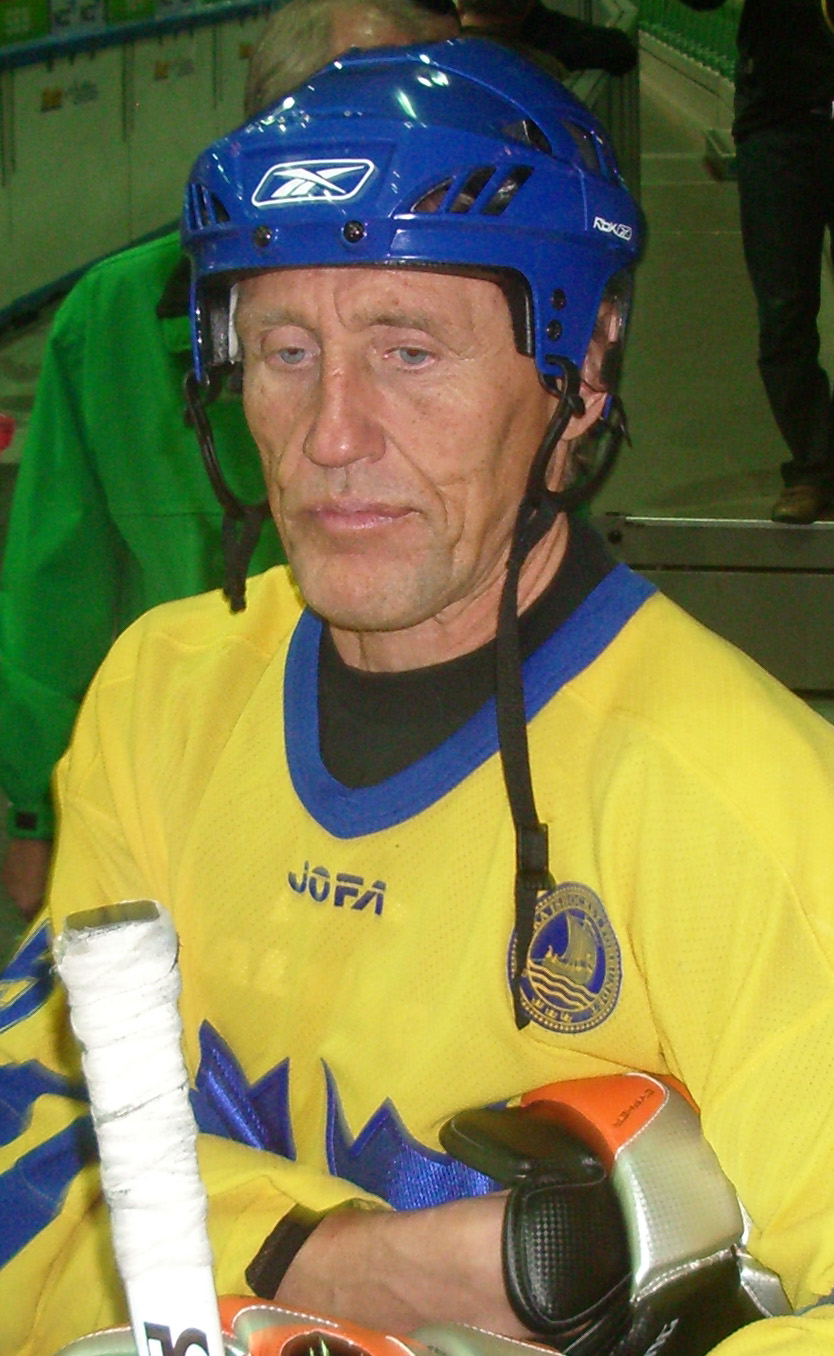
Börje Salming under en "Old Star"-match i Scandinavium i Göteborg

- Målvakt: Rolf Ridderwall, Djurgårdens IF
- Högerback: Börje Salming, Toronto Maple Leafs
- Vänsterback: Anders Eldebrink, Södertälje SK
- Högerforward: Jonas Bergqvist, Leksands IF
- Center: Thomas Rundqvist, Färjestads BK
- Vänsterforward: Kent Nilsson, Djurgårdens IF

### 1989/1990
- Målvakt: Rolf Ridderwall, Djurgårdens IF
- Högerback: Thomas Eriksson, Djurgårdens IF
- Vänsterback: Tomas Jonsson, Leksands IF
- Högerforward: Håkan Loob, Färjestads BK
- Center: Thomas Rundqvist, Färjestads BK
- Vänsterforward: Kent Nilsson, EHC Kloten

### 1990/1991
- Målvakt: Rolf Ridderwall, Team Boro HC
- Högerback: Thomas Eriksson, Djurgårdens IF
- Vänsterback: Nicklas Lidström, Västerås IK
- Högerforward: Håkan Loob, Färjestads BK
- Center: Thomas Rundqvist, Färjestads BK
- Vänsterforward: Mats Sundin, Quebec Nordiques

### 1991/1992
- Målvakt: Tommy Söderström, Djurgårdens IF
- Högerback: Tommy Sjödin, Brynäs IF
- Vänsterback: Peter Andersson, Malmö IF
- Högerforward: Håkan Loob, Färjestads BK
- Center: Peter Forsberg, MoDo AIK
- Vänsterforward: Mats Sundin, Quebec Nordiques

### 1992/1993
- Målvakt: Michael Sundlöv, Brynäs IF
- Högerback: Roger Åkerström, Västerås IK
- Vänsterback: Fredrik Stillman, HV71
- Högerforward: Mikael Renberg, Luleå HF
- Center: Peter Forsberg, MoDo AIK
- Vänsterforward: Ulf Dahlén, Minnesota North Stars

### 1993/1994
- Målvakt: Roger Nordström, Malmö IF
- Högerback: Roger Johansson, Leksands IF
- Vänsterback: Magnus Svensson, Leksands IF
- Högerforward: Patrik Juhlin, Västerås IK
- Center: Peter Forsberg, MoDo AIK
- Vänsterforward: Mats Sundin, Quebec Nordiques

### 1994/1995
- Målvakt: Thomas Östlund, Djurgårdens IF
- Högerback: Tommy Sjödin, HC Lugano
- Vänsterback: Tomas Jonsson, Leksands IF
- Högerforward: Mikael Renberg, Philadelphia Flyers
- Center: Per-Erik Eklund, Leksands IF
- Vänsterforward: Andreas Johansson, Färjestads BK

### 1995/1996
- Målvakt: Boo Ahl, HV71
- Högerback: Per Gustafsson, HV71
- Vänsterback: Roger Johansson, Färjestads BK
- Högerforward: Tomas Holmström, Luleå HF
- Center: Michael Nylander, Calgary Flames
- Vänsterforward: Jonas Bergqvist, Leksands IF

### 1996/1997
- Målvakt: Tommy Salo, New York Islanders
- Högerback: Tommy Albelin, Calgary Flames
- Vänsterback: Nicklas Lidström, Detroit Red Wings
- Högerforward: Michael Nylander, HC Lugano
- Center: Peter Forsberg, Colorado Avalanche
- Vänsterforward: Mats Sundin, Toronto Maple Leafs

### 1997/1998

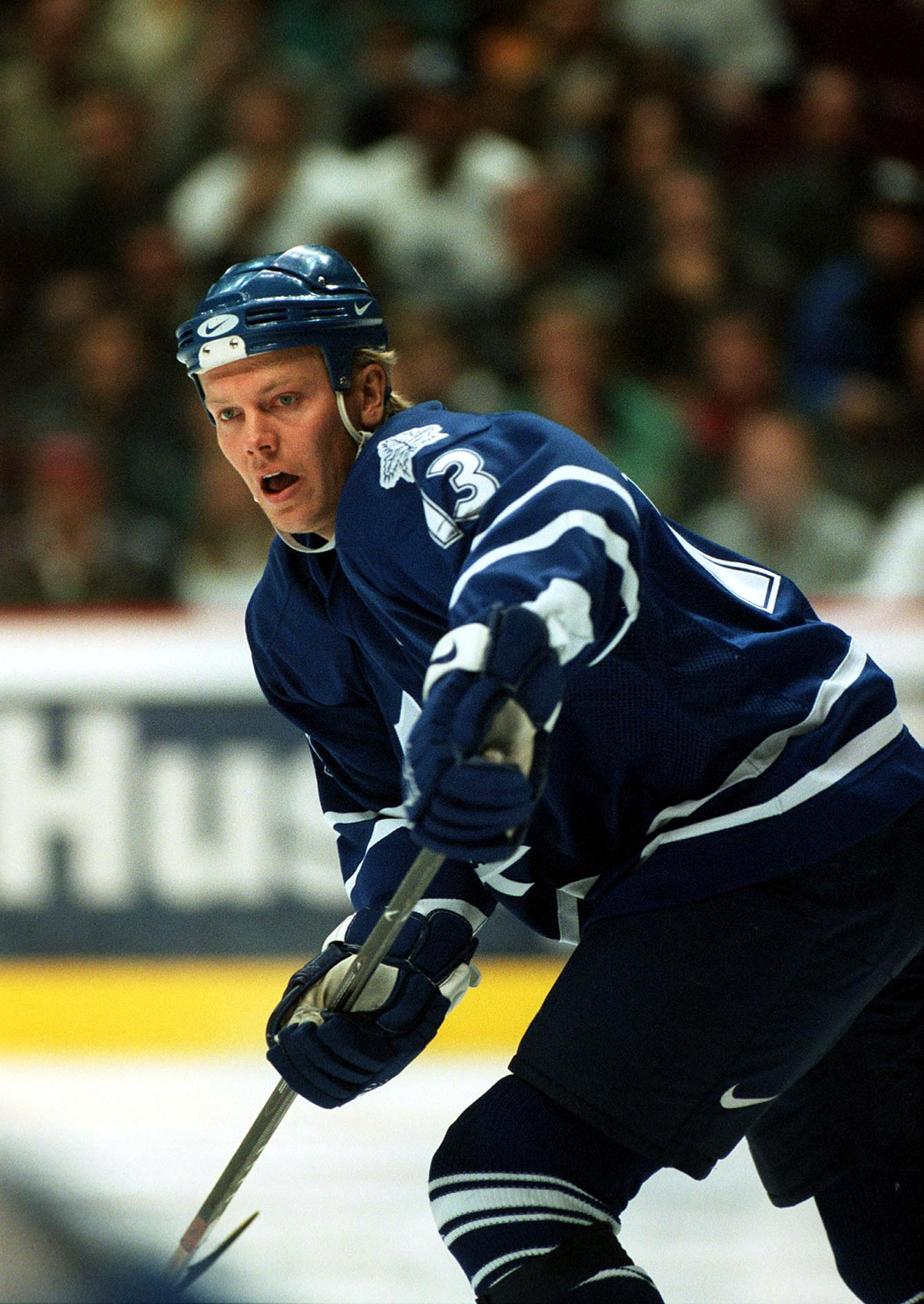
Mats Sundin

- Målvakt: Tommy Salo, New York Islanders
- Högerback: Mattias Öhlund, Vancouver Canucks
- Vänsterback: Nicklas Lidström, Detroit Red Wings
- Högerforward: Ulf Dahlén, HV71
- Center: Peter Forsberg, Colorado Avalanche
- Vänsterforward: Mats Sundin, Toronto Maple Leafs

### 1998/1999
- Målvakt: Tommy Salo, Edmonton Oilers
- Högerback: Pär Djoos, Brynäs IF
- Vänsterback: Hans Jonsson, MoDo AIK
- Högerforward: Daniel Sedin, MoDo AIK
- Center: Jan Larsson, Brynäs IF
- Vänsterforward: Daniel Alfredsson, Ottawa Senators

### 1999/2000
- Målvakt: Mikael Tellqvist, Djurgårdens IF
- Högerback: Rikard Franzén, AIK
- Vänsterback: Björn Nord, Djurgårdens IF
- Högerforward: Mikael Johansson, Djurgårdens IF
- Center: Henrik Sedin, MoDo AIK
- Vänsterforward: Daniel Sedin, MoDo AIK

### 2000/2001
- Målvakt: Mikael Tellqvist, Djurgårdens IF
- Högerback: Daniel Tjärnqvist, Djurgårdens IF
- Vänsterback: Kim Johnsson, New York Rangers
- Högerforward: Mikael Renberg, Luleå HF
- Center: Jörgen Jönsson, Färjestads BK
- Vänsterforward: Kristian Huselius, Västra Frölunda HC

### 2001/2002

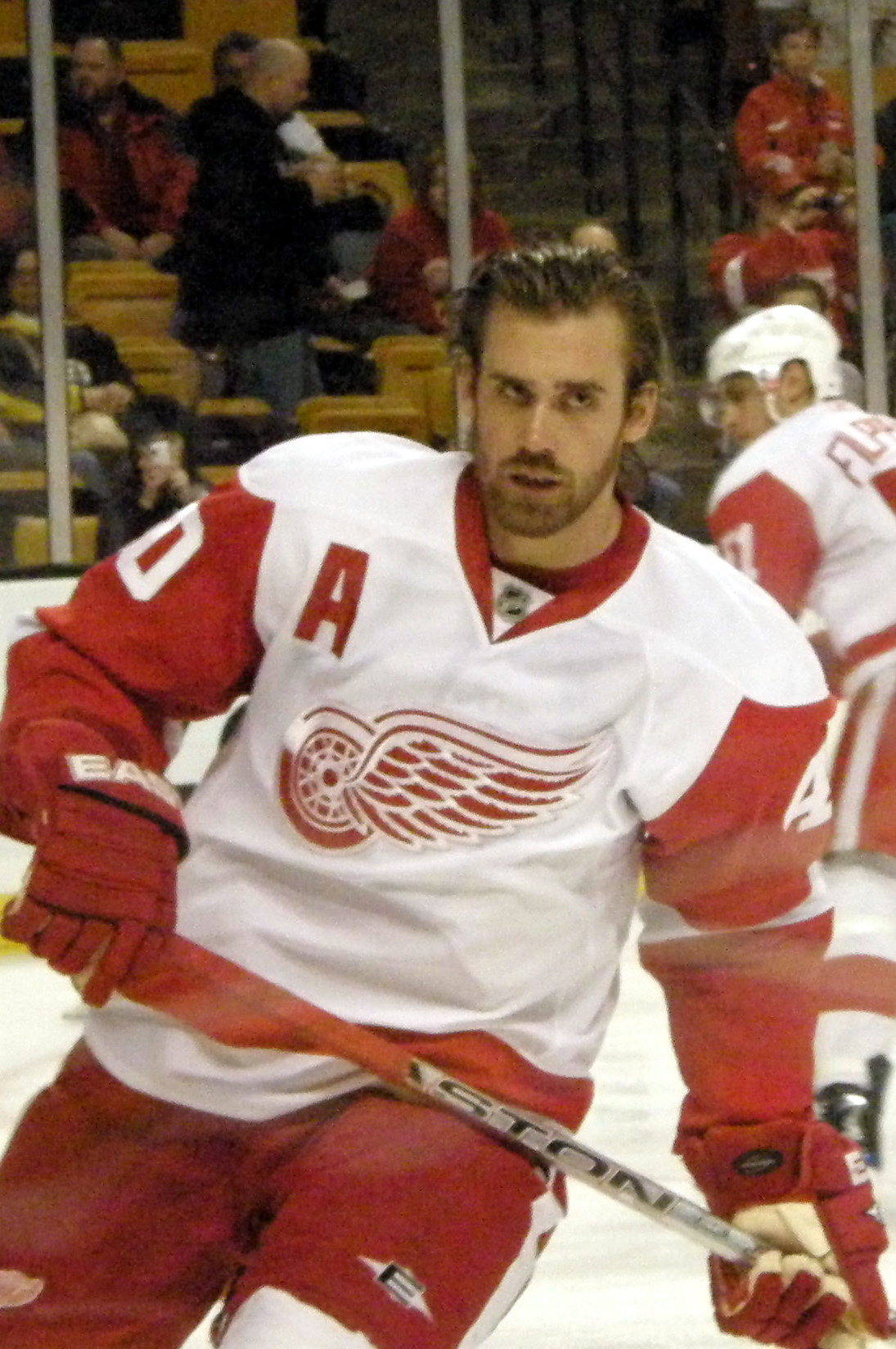
Henrik Zetterberg

- Målvakt: Tommy Salo, Edmonton Oilers
- Högerback: Thomas Rhodin, Färjestads BK
- Vänsterback: Nicklas Lidström, Detroit Red Wings
- Högerforward: Mattias Weinhandl, MoDo AIK
- Center: Mats Sundin, Toronto Maple Leafs
- Vänsterforward: Henrik Zetterberg, Timrå IK

### 2002/2003
- Målvakt: Henrik Lundqvist, Västra Frölunda HC
- Högerback: Thomas Rhodin, Färjestads BK
- Vänsterback: Ronnie Sundin, Västra Frölunda HC
- Högerforward: Peter Nordström, Färjestads BK
- Center: Johan Davidsson, HV71
- Vänsterforward: Niklas Andersson, Västra Frölunda HC

### 2003/2004
- Målvakt: Henrik Lundqvist, Västra Frölunda HC
- Vänsterback: Per Gustafsson, HV71
- Högerback: Per Hållberg, Färjestads BK
- Vänsterforward: Johan Davidsson, HV71
- Center: Jörgen Jönsson, Färjestads BK
- Högerforward: Magnus Kahnberg, Västra Frölunda HC

### 2004/2005
- Målvakt: Henrik Lundqvist, Frölunda HC
- Vänsterback: Christian Bäckman, Frölunda HC
- Högerback: Magnus Johansson, Linköpings HC
- Vänsterforward: Samuel Påhlsson, Frölunda HC
- Center: Henrik Zetterberg, Timrå IK
- Högerforward: Daniel Alfredsson, Frölunda HC

### 2005/2006
- Målvakt: Johan Holmqvist, Brynäs IF
- Högerback: Kenny Jönsson, Rögle BK
- Vänsterback: Magnus Johansson, Linköpings HC
- Högerforward: Nicklas Bäckström, Brynäs IF
- Center: Jörgen Jönsson, Färjestads BK
- Vänsterforward: Andreas Karlsson, HV71

### 2006/2007
- Målvakt: Johan Backlund, Timrå IK
- Högerback: Anton Strålman, Timrå IK
- Vänsterback: Johan Åkerman, HV71
- Högerforward: Fredrik Bremberg, Djurgårdens IF
- Center: Per Svartvadet, MODO Hockey
- Vänsterforward: Johan Davidsson, HV71

### 2007/2008
- Målvakt: Stefan Liv, HV71
- Högerback: Johan Åkerman, HV71

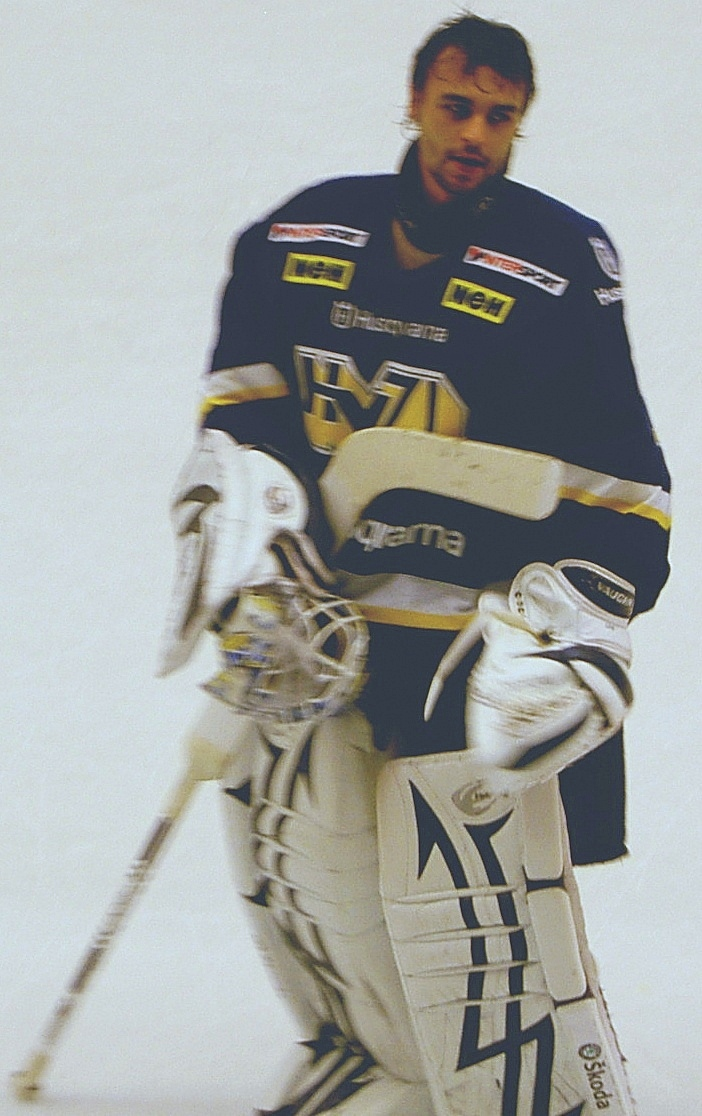
Stefan Liv

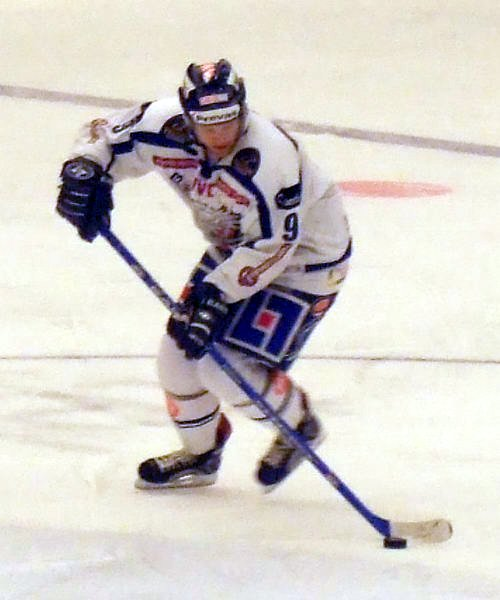
Tony Mårtensson

- Vänsterback: Kenny Jönsson, Rögle BK
- Högerforward: Mattias Weinhandl, Linköpings HC
- Center: Tony Mårtensson, Linköpings HC
- Vänsterforward: Johan Davidsson, HV71

### 2008/2009
- Målvakt:Jonas Gustavsson, Färjestads BK
- Högerback:Marcus Ragnarsson, Djurgården Hockey
- Vänsterback:Kenny Jönsson, Rögle BK
- Högerforward:Mattias Weinhandl, Dynamo Moskva
- Center:Rickard Wallin, Färjestads BK
- Vänsterforward:Linus Omark, Luleå HF

### 2009/2010

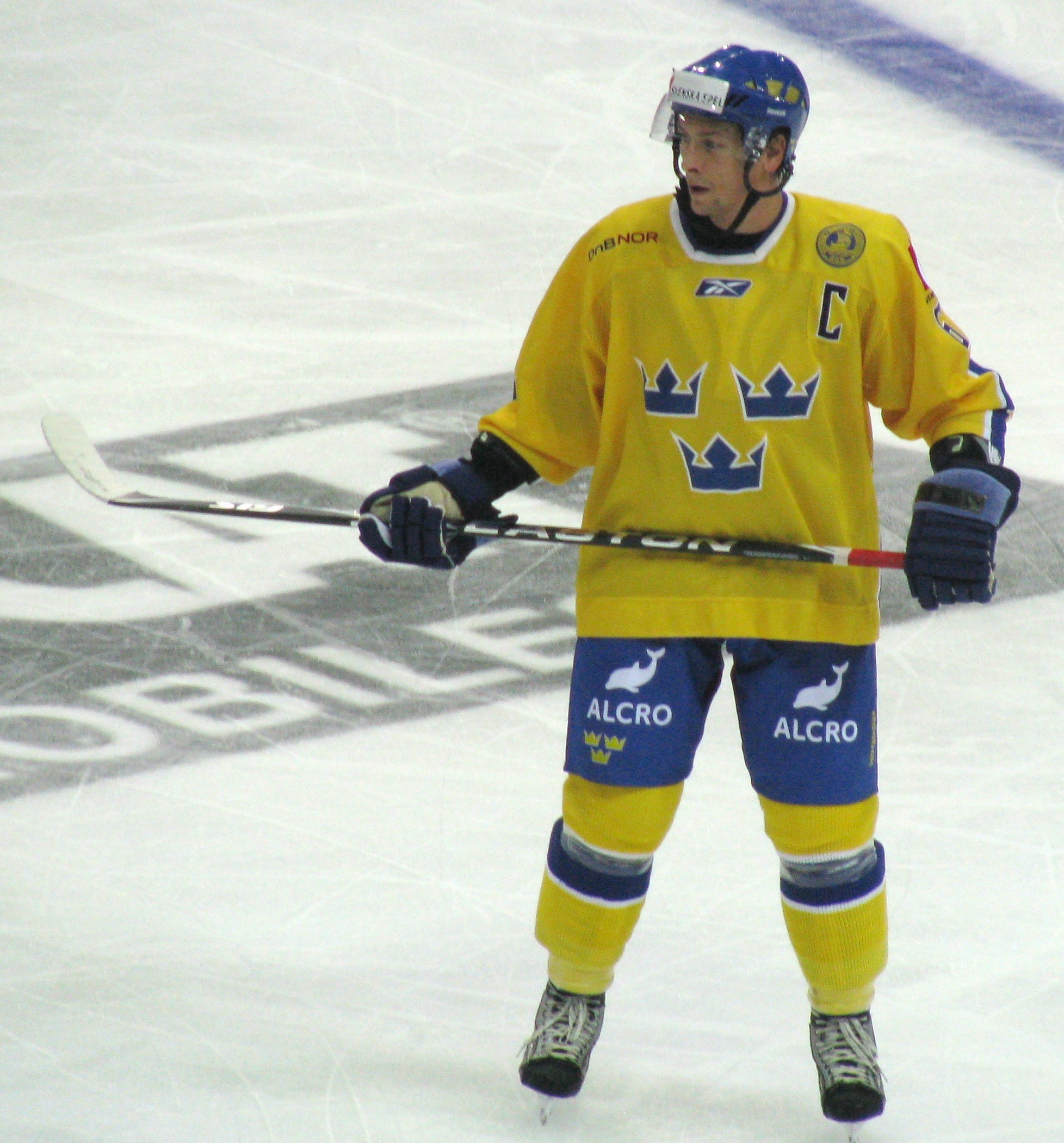
Magnus Johansson

- Målvakt:Jacob Markström, Brynäs IF
- Högerback:Magnus Johansson, Linköpings HC
- Vänsterback:David Petrasek, HV71
- Högerforward:Marcus Nilson, Djurgården Hockey
- Center:Johan Davidsson, HV71
- Vänsterforward:Tony Mårtensson, Linköpings HC

### 2010/2011
- Målvakt:Viktor Fasth, AIK Ishockey
- Back:David Rundblad, Skellefteå AIK
- Back:Magnus Johansson, Linköpings HC
- Forward:Dick Axelsson, Färjestads BK
- Forward:Martin Thörnberg, HV71
- Forward:Joakim Lindström, Skellefteå AIK

### 2011/2012

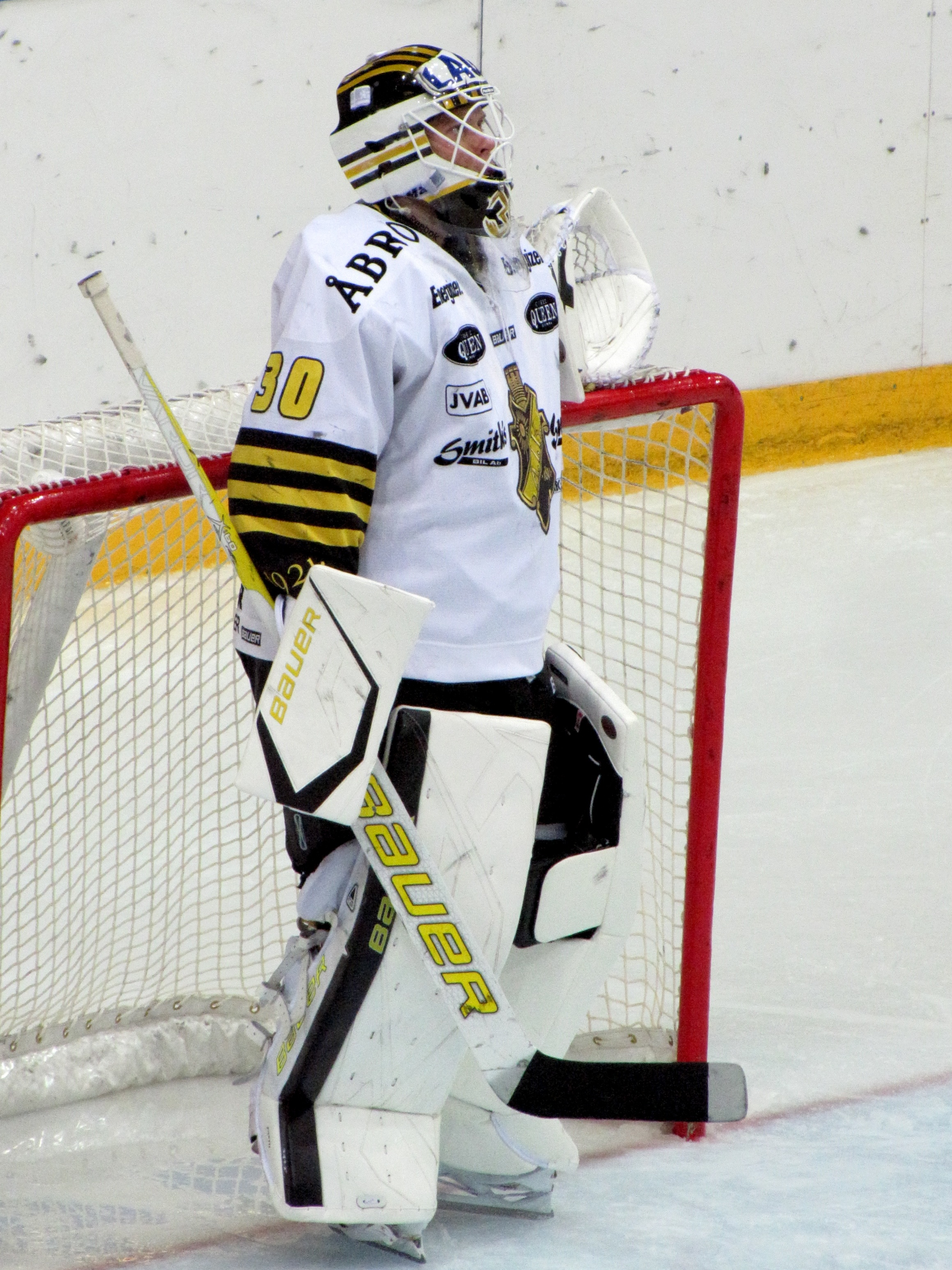
Viktor Fasth 2011 i AIK

- Målvakt:Viktor Fasth, AIK Ishockey
- Back:Mattias Ekholm, Brynäs IF
- Back:Jonas Brodin, Färjestads BK
- Forward:Jakob Silfverberg, Brynäs IF
- Forward:Robert Rosén, AIK Ishockey
- Forward:Calle Järnkrok, Brynäs IF

### 2012/2013
- Målvakt: Joacim Eriksson, Skellefteå AIK
- Back: Magnus Nygren, Färjestads BK
- Back: Staffan Kronwall, Lokomotiv Jaroslavl
- Forward: Jimmie Ericsson, Skellefteå AIK
- Forward: Oscar Lindberg, Skellefteå AIK
- Forward: Carl Söderberg, Linköpings HC

### 2013/2014
- Målvakt: Linus Ullmark, Modo Hockey
- Back: Magnus Nygren, Färjestads BK
- Back: Patrik Hersley, Leksands IF
- Forward: Jimmie Ericsson, Skellefteå AIK
- Forward: Joakim Lindström, Skellefteå AIK
- Forward: Oscar Möller, Skellefteå AIK

### 2014/2015

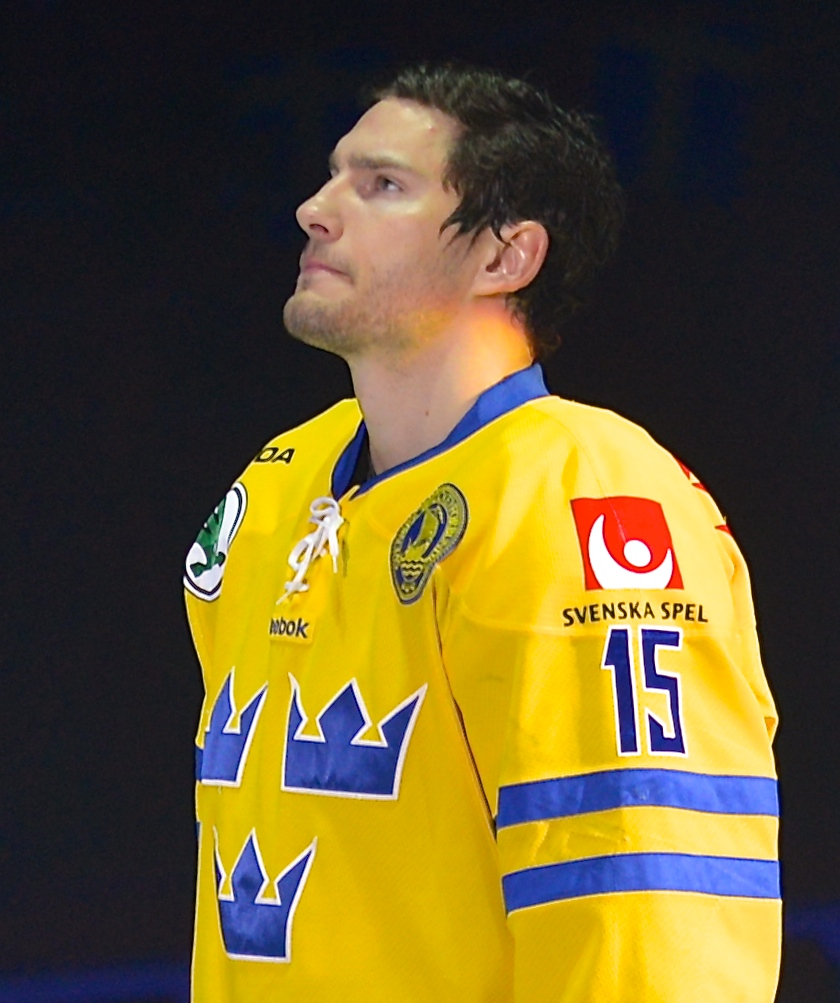
Mattias Sjögren under Oddset Hockey Games 2014 i Stockholm

- Målvakt: Anders Nilsson, Ak Bars Kazan
- Back: Tim Heed, Skellefteå AIK
- Back: Staffan Kronwall, Lokomotiv Jaroslavl
- Forward: Jimmie Ericsson, SKA St. Petersburg
- Forward: Oscar Möller, Ak Bars Kazan
- Forward: Mattias Sjögren, Linköping HC

### 2015/2016
- Målvakt: Lars Johansson, Frölunda HC
- Back: Niclas Burström, Skellefteå AIK
- Back: Linus Hultström, Djurgården Hockey
- Forward: Linus Omark, Salavat Julajev Ufa
- Forward: Joel Lundqvist, Frölunda HC
- Forward: Johan Sundström, Frölunda HC

### 2016/2017

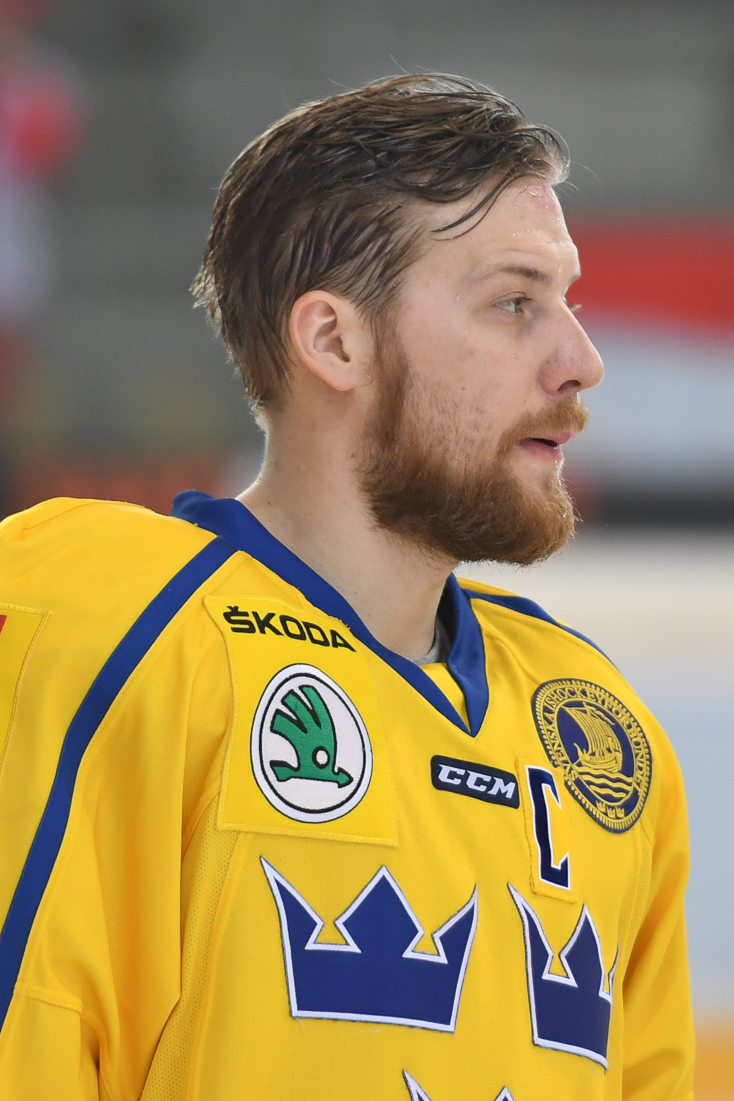
Linus Omark från en träningslandskamp mot Österrike 6 april 2017

- Målvakt: Oscar Alsenfelt, IF Malmö Redhawks
- Back: Henrik Tömmernes, Frölunda HC
- Back: Philip Holm, Växjö Lakers HC
- Forward: Linus Omark, Salavat Julajev Ufa
- Forward: Oskar Lindblom, Brynäs IF
- Forward: Joakim Lindström, Skellefteå AIK

### 2017/2018
- Målvakt: Magnus Hellberg, Kunlun Red Star
- Back: Lawrence Pilut, HV 71
- Back: Mikael Wikstrand, Färjestads BK
- Forward: Linus Omark, Salavat Julajev Ufa
- Forward: Elias Pettersson, Växjö Lakers HC
- Forward: Joakim Lindström, Skellefteå AIK

### 2018/2019
- Målvakt: Adam Reideborn, Djurgårdens IF
- Back: Erik Gustafsson, Luleå HF
- Back: Philip Holm, Torpedo Nizjnij Novgorod
- Forward: Jacob Josefson, Djurgårdens IF
- Forward: Anton Lander, Ak Bars Kazan
- Forward: Joel Lundqvist, Frölunda HC